# Bucuria
Bucuria è un comune della Moldavia situato nel distretto di Cahul di 791 abitanti al censimento del 2004.